# Frei von Treis
Die Frei von Treis waren ein ursprünglich edelfreies Rittergeschlecht in dem Moselort Treis, das zwischen 1270 und 1341 die Trierer Burggrafen auf Burg Treis stellte. Treis hatte schon zur Frankenzeit eine große Bedeutung als Hauptort des Trechirgaus, wo der letzte Gaugraf vor 1120 kinderlos starb. In den folgenden drei Jahrhunderten lassen sich hier mehrere Adelsfamilien nachweisen, die sich nach dem Ort benannten. Da nicht alle Namensträger einen unterscheidenden Zusatz wie Gryn, Stetzges, Setzpand usw. führten, ist eine genealogische Betrachtung schwierig. Von diesen unfreien Ministerialen hoben sich die Frei von Treis (Werner-Stamm) als kurtrierische Burggrafen und Gerichtsherren ab. Dabei ist der Zusatz Frei als letzter Versuch zu sehen, auf die dynastische Herkunft hinzuweisen. Der zweite Hauptstamm (Walter-Stamm) stellte unter anderem gemeinsam mit der Familie von Schönenberg die Gerichtsherren im Kumbder Gericht. Daneben gab es mehrere stammverwandte Einzelpersonen. Wahrscheinlich entstammt auch die selige Beatrix von Engelport den Treiser Edelleuten.

## Herkunft
Mit größter Wahrscheinlichkeit entstammen die edelfreien Ritter von Treis der Dynastenfamilie von Bürresheim, die ihren Stammsitz in der Nähe von Mayen hatte. Dafür sprechen neben dem erblichen Burggrafenamt zu Treis die Leitnamen Eberhard, Heinrich und Rudolf sowie die einschlägigen Urkunden, während die oft zitierte Wappenähnlichkeit, nämlich der Zickzackbalken, in diesem Zusammenhang keine besondere Bedeutung hat. Nach heutigem Kenntnisstand war Eberhard von Bürresheim, Sohn des Mefried I. von Neumagen, Ahnherr der Treiser Edelleute und wahrscheinlich mit einer Frau von Isenburg verheiratet. Man kann fünf Söhne für Eberhard von Treis annehmen. Die meisten Spuren haben Werner und Walter hinterlassen, während die Hinweise auf Sibert, Otto und Peter eher spärlich sind.

## Werner-Stamm (Frei von Treis)
Werner I. Frei von Treis hatte – wohl Anfang 1263 – Uda/Oda von Schöneck geheiratet. Sie wurde am 23. Januar dieses Jahres zusammen mit ihren Nachkommen von König Richard aus der Reichsministerialität entlassen und dem Erzbischof von Trier überstellt. Dabei wurde die Erblichkeit des Treiser Burggrafiats ausdrücklich an die Bedingung geknüpft, dass die Kinder des Ehepaares beiderlei Geschlechts nur Trierer Ministerialen heiraten dürfen. Werner war bereits Trierer Ministeriale und ist erstmals für den 9. November 1277 mit dem Attribut Frei belegt. Als Burggraf wird Werner erstmals 1270 im Zusammenhang mit einer Schenkung (Priorswald) an das Kloster Maria Engelport erwähnt.
Die edelfreien Ritter von Treis sind ein typisches Beispiel für das damals häufig zu beobachtende Absinken eines Edelgeschlechts; ihr Niedergang begann schon in der zweiten Hälfte des 13. Jahrhunderts. Die sukzessive Veräußerung bzw. Verschenkung von letzten Resten des Eigenbesitzes, „Missheiraten“ und Klostereintritte waren Faktoren, die zum Bedeutungsverlust führten und das Aussterben der Treiser Edelleute zumindest förderten.
Insgesamt sind vier Kinder des Ehepaares Werner I. Frei von Treis und der Oda von Schöneck bekannt, nämlich Werner II., Theoderich I., Konrad und Mechthild (Metze). Werner II. Frei von Treis muss Anfang 1295 oder kurz zuvor die Lisa von Bruch, Tochter des Edelmanns Theoderich Herr von Bruch und der Beatrix von Esch, geheiratet haben. Er starb vermutlich 1304/1305 und wurde offenbar von seinem Vater um viele Jahre überlebt, der noch 1319 als Burggraf siegelte.
Auf Werner I. Frei von Treis folgte sein Enkel Theoderich II als Burggraf zu Treis und auf ihn 1341 sein Bruder Werner III. Frei von Treis.
Als kurtrierische Burggrafen zu Treis sind bekannt:
- Eberhard von Neumagen/von Bürresheim und Siebert von Ulmen = um 1152–1169/83
- Heinrich von Bürresheim/von Treis = 1169/83
- Eberhard von Treis = etwa 1270
- Werner I. Frei von Treis = 1270–1319
- Theodor I. Frei von Treis = 1320–1341
- Werner III. Frei von Treis = 1341

Mit Werner III. und seinem Bruder Theodor II. starben die Frei von Treis schon in der dritten Generation im Mannesstamm aus. Während sich ihre Schwester Margaretha fortpflanzte, ging die andere Schwester als selige Beatrix von Engelport in die Regionalgeschichte ein. 1435 und 1445 beanspruchten die Pyrmont-Ehrenberg das Erbe der Frei von Treis.

## Walter-Stamm
Treiser Edelherren des Walter-Stamms waren Ende des 13./ Anfang des 14. Jahrhunderts Vögte (Provisor) des Klosters Kumbd. Ihnen oblag die Gerichtsbarkeit im Kumbder Gericht. Die Sippe beschenkte das Kloster Kumbd vor allem in den 1280er- und 1290er-Jahren sehr großzügig.

## Das Wappen
Die Grundversion des Wappens der Frei von Treis ist in Silber ein roter Zickzackbalken [1]. Auffallend ist jedoch, dass fast alle Frei von Treis zusätzlich einen sechsstrahligen Stern als Beizeichen verwenden. Walter II. von Treis – belegt für 1342 – fügte zusätzlich zu einem achtstrahligen Stern noch einen Turnierkragen hinzu [5]. Solche Beizeichen, insbesondere ein Turnierkragen, dienten älteren Söhnen oft als Unterscheidungsmerkmal zum väterlichen Wappen. Nach dem Tod des Vaters und dem Antritt des Erbes wurde es oft wieder abgelegt, aber nicht immer.
Bei den Frei von Treis scheint der Stern – außer 1294 bei Werner II. [1] – fester Bestandteil des Wappens gewesen zu sein. Hier war es also umgekehrt, denn der Vater führte heraldisch rechts oben einen sechsstrahligen Stern [2]. Genauso siegelte um 1340 Werners II. mutmaßliche Tochter Margaretha von Treis, die mit Friedrich von Ehrenberg verheiratet war. Sein gleichnamiger Sohn, Werner III. Frei von Treis, wiederum führte 1342 den sechsstrahligen Stern links oben [3], genauso wie 1331 sein Bruder, der Kardener Kanoniker Konrad Frei von Treis. Werners II. Sohn Theoderich II. von Treis hingegen siegelte 1321 mit einem schräglinken Zickzackbalken links oben, begleitet von einem sechsstrahligen Stern [4]. Er könnte demnach identisch mit dem in den Balduineen genannten de Trijs, als einem der Burgmannen des Trierer Erzbischofs Balduin auf der Neuerburg bei Wittlich sein. Allerdings sei daran erinnert, dass Theoderich II. von Treis zwei Jahre später am 13. November 1323 mit waagrechtem Zickzackbalken und Stern im rechten Obereck [2] siegelte. Das muss nicht unbedingt ein Widerspruch sein. Vielleicht hatte er nach dem Tod seines Großvaters Werner I. Frei von Treis, der mindestens 1319 noch lebte, dessen Wappen angenommen.
Allgemein wird davon ausgegangen, dass die Frei von Treis ihr Wappenbild, den Zickzackbalken, von ihren Bürresheimer Vorfahren übernommen haben. Diese Annahme lässt sich nicht bestätigen. Für die ursprüngliche Bürresheimer Linie ist kein Wappen direkt überliefert, aber es gibt gute Gründe zur Annahme, dass es sich um „zwei rote Balken in Silber“ handelte. Die zweite Linie von Bürresheim führte das Virneburger Rautenwappen. Erst der Schwiegervater Walters I. von Treis, Ernst von Bürresheim, vollzog einen Wappenwechsel, als er ab 1275 den Sparrenbalken [1] wählte. Das geschah übrigens zeitgleich mit dem ersten von Werner I. Frei von Treis überlieferten Siegel. Er verwendete 1277 Sparrenbalken und Stern [2]. Der Vater des Ernst von Bürresheim war Cuno von Virneburg, genannt von Bürresheim, und ein Großcousin Werners I. Frei von Treis. Eberhard von Neumagen/Bürresheim war ihr gemeinsamer Urgroßvater, dessen namentlich nicht bekannte Tochter den Rether von Virneburg heiratete und mit ihm die zweite Bürresheimer Linie begründete, die das Virneburger Rautenwappen (in Rot 4:3 goldene Rauten) führte. Durch die Heirat der Irmgard von Bürresheim, Tochter von Ernst, mit Walter I. von Treis vereinigten sich beide Linien wieder.
Für Ernst von Bürresheim vermutet Bornheim gen. Schilling einen radikalen Wappenwechsel aus Prestigegründen. Die Virneburger Vorfahren waren sozial abgestiegen und so zählte der Sparrenbalken der mütterlichen Manderscheider Vorfahren bedeutend mehr. Was die Treiser dazu veranlasste, sich zur gleichen Zeit dieses Elements zu bedienen, konnte noch nicht geklärt werden. Ob sie sich mit den Bürresheimern abgestimmt hatten?
Die Helmzier der Frei von Treis beschreibt Strasser als „aus einem hohlen Gefäß, welches mit dem Wappen geziert war, wachsenden Baum oder Busch“ und verweist auf „Diedrich Frie von Treis, 1351 Burggraf zu Treis“. Nach Gruber war die Helmzier „eine wie der Schild bez[eichnete] Mitra, die oben mit einem Gr[ünen] Hahnenbusch bes[tückt] ist“.